# 拉普拉塔河西班牙语

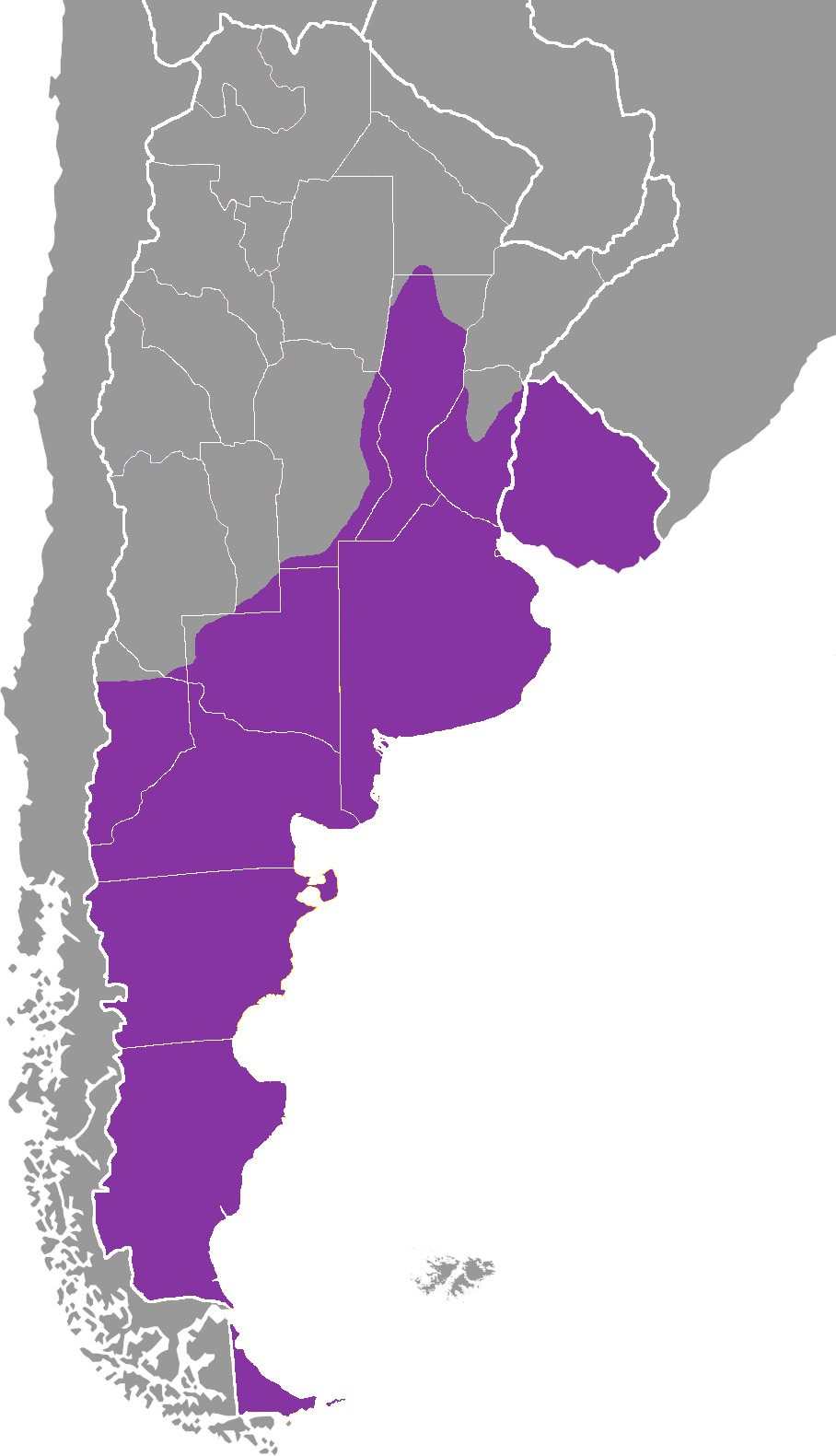
拉普拉塔河西班牙语通行區域

拉普拉塔河西班牙语 是西班牙语的一個變體，主要通行於阿根廷和乌拉圭境內的拉普拉塔平原及其周边地区。 它也被称为河床西班牙语或阿根廷西班牙语。  在拉普拉塔河西班牙语的口語和書面語中，Voseo的使用非常普遍。 拉普拉塔河西班牙语的口音有點类似于意大利南部那不勒斯语的口音。
由于拉普拉塔河西班牙语被认为是西班牙语的一种方言而不是獨立的一種语言，所以該語言使用的人數具體未知。據估計，該方言使用人口應該约 2500-3000 万。

## 語言影響
當阿根廷和烏拉圭還是西班牙美洲殖民地的時候，西班牙人将他们的语言西班牙語带到了這些地方。拉普拉塔平原最初是秘魯總督轄區的一部分，1776年西班牙當局設立了拉普拉塔总督辖区，拉普拉塔平原隸屬於此。
1870年代阿根廷移民風潮來臨之前，拉普拉塔平原地區的语言几乎没有受到其他语言的影响。

### 欧洲移民
由于阿根廷和乌拉圭人很多人祖先來自歐洲，所以拉普拉塔河平原通行的西班牙語受到了不少歐洲語言的影響，特別是意大利语。

### 阿根廷原住民的影响
拉普拉塔河西班牙語也有一些受到阿根廷原住民語言諸如瓜拉尼語、克丘亞語等語言影響。